# Test Drive Unlimited
Test Drive Unlimited (w skrócie: TDU) – zręcznościowa gra wyścigowa, nastawiona na rozgrywkę online, będąca piętnastą (bądź szesnastą, jeżeli uwzględni się Demolition Racer) grą z serii Test Drive – jednej z najdłużej rozwijanych serii gier wyścigowych na świecie. Gra zawiera ponad 125 licencjonowanych samochodów sportowych i motocykli, a akcja rozgrywa się na terenie odwzorowującym hawajską wyspę Oʻahu, na której znajduje się około 1000 mil (1600 km) dróg i autostrad.

## Rozgrywka
W TDU gracz zasiadając za sterami pojazdu może jeździć po wyspie po szosach konkurując z zawodnikami, których napotka na swojej drodze. Oʻahu jest wymodelowane tak realnie, jak tylko mogłoby być za pomocą zdjęć satelitarnych, z których korzystali autorzy gry. Otoczenie zmienia się w zależności od części wyspy, w której się znajduje gracz. Są tutaj zarówno lasy deszczowe, jak i piaszczyste plaże, oraz stolica stanu: Honolulu. Wersja na Xboksa 360 od początku obsługiwała kierownice do gry, zaś wraz z trzecią aktualizacją zaimplementowano obsługę kierownic korzystających z technologii force feedback, takich jak np. Xbox 360 Wireless Racing Wheel.
Pomimo tego, co mogły sugerować materiały reklamowe wydawcy gry, że wyspa została dokładnie odwzorowana, w grze nie umieszczono wielu budynków rządowych i militarnych, Camp M.H. Smith, centrum konferencyjne, oraz Pearlidge Center) i charakterystycznych punktów orientacyjnych i zabytków (np. pomnik króla Kamehamehy I). Swojego odpowiednika w grze nie ma także wiele dróg, niekoniecznie będących szosami lokalnymi.

### Tryb gry jednoosobowej
Gra zaczyna się od zakupienia domu i samochodu. Po tych transakcjach gracz może do woli eksplorować wyspę i odkrywać kolejne kluczowe lokacje, umożliwiające progres w grze. Do takich punktów należą:
- salony samochodowe / motocyklowe
- Wypożyczalnie samochodów
- warsztaty tuningowe i lakiernicze
- agencje nieruchomości
- butiki

Gracz odkrywa także kolejne wyzwania, również przedstawione na mapie w formie lokacji:
- wyścig przeciwko graczom sterowanym przez komputer
- wyścig z czasem
- rekordy prędkości
- podwózka autostopowicza
- podwózka topmodelki
- zabawa w kuriera (podwożenie cennej przesyłki)
- odprowadzanie pożyczonego pojazdu na zlecenie

Sukcesy w wyzwaniach nagradzane są pieniędzmi, a w przypadku autostopowiczów i modelek: kuponami za które gracz może kupować ubrania w markowych butikach rozlokowanych na Oʻahu. Pieniądze mogą być wydawane na nowe pojazdy, domy, tuning bądź wypożyczanie aut, a także na opłacanie mandatów drogowych, które przyznaje policja za nieprzestrzeganie przepisów ruchu drogowego (stłuczka, przekroczenie prędkości).

### Pojazdy
W podstawowej wersji gry mamy do wyboru 125 pojazdów. Dodatek Megapack rozszerza liczbę dostępnych pojazdów do 171 sztuk. Auta posiadają seryjną moc z zakresu 170-1050KM, motocykle natomiast 95-184KM. Liczbę koni mechanicznych, a zarazem osiągi możemy podnieść w warsztacie tuningowym.
Ze względu na osiągi pojazdy zostały podzielone na 9 klas.

### Tryb gry wieloosobowej
Tryb gry wieloosobowej, nazywany także jako M.O.O.R. (skrót od Massively Open Online Racing, tłum. Otwarte wyścigi sieciowe dla wielu graczy), działa jako nakładka na tryb dla pojedynczego gracza. Wszystkie możliwości z zabawy w pojedynkę są możliwe do wykonania, a oprócz tego gracz otrzymuje możliwość:
- ścigania się z innymi graczami
- tworzenia wyzwań dla innych graczy
- wykonywać wyzwania innych graczy

Wyścigi przeciwko innym graczom wykorzystują system rankingowy Xbox Live w przypadku Xboksa 360, zaś na PC korzystają z platformy GameSpy. Gracz ma także możliwość spontanicznego tworzenia i podejmowania wyzwań, dając znak światłami napotkanemu na drodze rywalowi.
Gracz może wstępować do klubów, będących odpowiednikami gildii z gier MMORPG. Kluby pomagają w organizacji zawodów. Możliwy jest także handel pojazdami, klasyfikując je zgodnie z marką, ceną bądź klasą.
Gra online możliwa jest także na PS2 (przy użyciu adaptera sieciowego) i PSP.
29 września 2012 roku firma Atari wyłączyła serwery TDU.

### Brakująca zawartość w wersjach dla PS2 i PSP
Test Drive Unlimited w wersjach na konsole PlayStation 2 i PlayStation Portable nie posiadają następujących elementów:
- ręcznej zmiany biegów
- możliwości edytowania wyglądu awatara
- niektórych aut, takich jak Maserati, Ferrari i wszystkich motocykli
- niektórych misji (m.in. kuriera, autostopowicza)
- widoku z kokpitu (tylko na PSP)
- niektórych sklepów, np. butików
- kompatybilności z kierownicami USB
- działających lusterek wstecznych (rozmazane odbicia)

Wersje na te platformy są autorstwa Melbourne House Studios. Całość pod aspektem graficznym wygląda znacznie gorzej z powodu limitów sprzętowych. Nie wiadomo, dlaczego te elementy nie znalazły się w wersjach na konsole Sony, aczkolwiek zawierają one GPS automatycznie kierujący gracza do następnego wyzwania oraz tzw. Master Points, których brakuje na Xboksie 360 i PC. Master Points to punkty, które otrzymuje się za drifting i czas spędzony w powietrzu po wybiciu ze wzniesienia (np. ramp). Dodatkowo, niektóre pojazdy dostępne na konsoli Microsoftu dopiero po ściągnięciu pakietów dodatkowych, są dostępne na PS2 i PSP od razu; dodatkowo zwiększona jest liczba rozgłośni radiowych.

### Dodatkowe elementy do pobrania

#### Xbox 360
W TDU na konsolę Microsoftu nowe auta pobiera się podobnie jak w innych grach na tę samą platformę: Project Gotham Racing 2 i 3 (tzw. Booster Packs). Niektóre pojazdy dostępne są za darmo, za niektóre trzeba zapłacić realnymi pieniędzmi. Wszystkie pobrane auta nadal muszą być kupione za walutę gry u ich dealerów, zanim zostaną wykorzystane przez gracza.

#### PC
Wydano jedną poprawkę do gry. W uaktualnieniu dodano za darmo Nissana Skyline GT-R R34 i Audi RS4 quattro Saloon (B7). Paczka ta nie wymaga uiszczania opłat. Oprócz tego w marcu 2008 roku pojawił się zestaw samochodów dodający 45 samochodów i 1 motocykl.

## Wyjątkowi NPC w wersji na PS2
Zamkniętą wersję beta TDU w wersji na PS2 testowało w sumie 1500 beta-testerów. Na końcu okresu testowego Atari nagrodziło 30 najbardziej aktywnych i „niezmordowanych” testerów, dając każdemu z nich możliwość dowolnego nazwania jednego z NPC. Jedni wybierali własne imiona i nazwiska, inni zaś swoje pseudonimy. Tych 30 specjalnych NPC można spotkać przemierzając wyspę na PlayStation 2. ATARI i Melbourne House zagwarantowało testerom, że ich NPC są bardzo znaczącymi postaciami w grze. Wielu z nich otrzymało status prezesa bądź wiceprezesa w klubach na wyspie, a niektórzy zasiadają za sterami bardzo wysokiej klasy aut.

## Ścieżka dźwiękowa
1. „9 Volter” – Colour of Fire

2. „And I’m Hip” – Sgt Rock

3. „Angels Go Bald: Too” – Howie B

4. „Another Excuse” – Soulwax

5. „A Gritty Nitty” – Pazant Brothers

6. „Back Again” – Boy Kill Boy

7. „Big Bird” – Eddie Floyd

8. „Black Powder” – Motor (zespół)

9. „Carbon Kid” – Alpinestars

10. „Cissy Popcorn” – Preston Love

11. „Compute” – Soulwax

12. „Comin’ Down” – The View

13. „Feels Closer” – Layo & Bushwacka! feat. Mino Cinelu

14. „Finally Free” – Clearlake

15. „Fix The Cracks” – Humanzi

16. „Funk #49” – Walsh/Peters/Fox

17. „Funky Chicken” – Preston Love

18. „Handshakes” – Metric

19. „He’s Gonna Step On You Again” – Step On

20. „Here We Go” – Broken Dolls

21. „Hired Goons” – Evil 9

22. „I Live For” – Johnny Panic

23. „(I’m A) Road Runner” – Jr Walker & The All Stars

24. „No One Knows (UNKLE remix)” – Queens Of The Stone Age

25. „PWSteal.Ldpinch.D” – AFX

26. „Restless” – The Cobras

27. „Sling Shot” – Lefties Soul Connection

28. „Silver Buddha” – The Domes of Silence

29. „Time2Move On” – Malarky

30. „You’re Wasting My Time (PT1)” – Billy Garner
Gracz może dodać swoje własne stacje radiowe i piosenki.

## Odbiór gry
TDU spotkała się w większości z pozytywnymi ocenami recenzentów. Według serwisu GameRankings średnia z ocen wynosi 82% w wersji na Xboksa 360, a w wersji na PS2 76%. Średnia z ocen wg serwisu Metacritic wynosi 79/100 punktów. Polski magazyn o grach komputerowych, „CD-Action”, ocenił wersję PC na 10/10, przyznając wyróżnienie.